# Sega System 16
La Sega System 16 es una placa de arcade lanzada en 1985 por Sega. En su período de vida, fueron lanzados aproximadamente 40 juegos para el sistema, convirtiéndolo en una de las placas de arcade más exitosas producidas por Sega. Fueron producidas dos variantes, la Sega System 16A y la Sega System 16B. Algunos de los juegos producidos para la consola incluyeron: Shinobi, Golden Axe, Altered Beast y Dynamite Dux.
Para prevenir la piratería, muchas consolas usaron un sistema de cifrado: se utilizó un chip Hitachi FD1094 el cual contenía la CPU principal además de la clave de descifrado.
La unión de la Motorola 68000 y la Zilog Z80 en la placa demostraría ser una configuración de hardware muy popular y duradera hasta bien entrados los años 90. Las placas Capcom CPS-1 y CPS-2 fueron construidas sobre una base similar, y también la consola/arcade Neo-Geo de SNK. De hecho, Sega usaría luego la combinación 68000/Z80 para su videoconsola Sega Mega Drive.

## Características
- CPU principal: Motorola 68000 @ 10 MHz
- Memoria: 16KB + 2KB (System16A)[1]
- Sonido: Zilog Z80 @ 4 MHz (5 MHz en la System 16B)
- Chip de sonido: Yamaha YM2151 @ 4 MHz (se agrega el decodificador NEC uPD7759 en el System 16B)
- Resolución: 320 x 224
- Paleta: 4096 colores